# 物 (法律)
物（もの、羅: res, 英: thing, 仏: chose, 独: Sache）とは、日本やドイツなど一部の大陸法系の法域において、法律上、物権または所有権の客体を示す概念であり、その主体である人（自然人又は法人）に対する概念である。有体物に限るか無. 体物を含むかについては、法域によって異なる。類似の概念として、「財産」を用いる法域（フランス、ケベック州など）もある。また、英米法においても、類似の意味で用いられることがある。なお、実務上あるいは講学上、「もの」「者」と区別するために「ブツ」と読む場合がある。

## 日本法

### 概説
日本の民法は「この法律において「物」とは、有体物をいう」と規定する（民法85条）。ここでいう「有体物」の解釈をめぐっては学説に対立がある。
- 有体性説（有体物限定説）

85条の文言などを重視して、固体・液体・気体など空間の一部を占めて存在する物を「有体物」とみる説。電気のようなエネルギーは民法上の物ではないとする。特別法により権利の客体となると解することで足りるとみる。
- 管理可能性説（管理可能説）

権利の客体として性質を重視して、法律上の排他的な支配が可能である物を「有体物」とみる説。電気のように管理可能なものも民法上の物に含まれる。判例はこの立場であるとみられている（大刑判明36・5・21刑録9輯874頁、大判昭12・6・29民集16巻1014頁）。
実際には民法の条文上において権利の客体が物以外にも拡張されることがある（準占有につき民法205条、転抵当につき民法376条、転質権につき民法348条、権利質につき民法362条、地上権や永小作権上に設定される抵当権につき民法369条2項）。

### 物の要件
物には有体物であるほかに、支配可能性、特定性・単一性、独立性を要するとされる。ただし、これらの要件をめぐっては以下のような問題があるとされる。
- 支配可能性
  - 天体・大気・海洋

私人による排他的支配の可能性がないことから天体・大気・海洋は所有権の客体とならないとされる[7][6][8]。ただし、海については通常は支配可能性が否定されるが、排他的支配が可能な場合には所有権の客体たる土地として所有権が認められる（最判昭61・12・16民集40巻7号1236頁）[4][6][8]。
  - 人体

近代法の下では人は等しく権利の主体なのであり（権利能力平等原則）、権利の客体とはならないとされる[3][9]。ただし、死体や遺骨は埋葬管理や祭祀供養の範囲において所有権の目的となり、その所有権は放棄できない（大判昭2・5・27民集6巻307頁）[10][3]。また、人の身体組織や血液などについては倫理上の観点から取引や処分が制限され、公序良俗に反しない範囲においてのみ権利の客体となる[9][11][3]。

- 特定性・単一性
所有権の客体は特定された単一の物でなければならない[9]。例外として集合物譲渡担保や立木法により登記された立木がある[12]。

- 独立性
所有権の客体は独立した物でなければならない[13]。

### 物の分類
- 動産と不動産
動産と不動産は物の基本的な分類である。民法は土地及びその定着物を不動産とし（86条1項）、不動産以外の物をすべて動産としている（86条2項）。なお、自動車・船舶・航空機も動産であるが、独自の公示方法があるなど一般の動産とは異なる扱いを受ける。

- 主物と従物
物の所有者が、その物の常用に供するため、自己の所有する他の物をこれに附属させたときは、その附属させた物を従物とする（87条1項）。従物を附属させられた側の物は主物と呼ぶ。従物の処分は主物の処分に従うとされる（同条2項）。
なお、不動産に従として付合させた物の所有権の帰属は添付の問題となる（242条）。

- 元物と果実
物の用法に従って収取される収益や物の使用の対価として受けるべき収益を果実といい、これらの収益を生み出す元となる物を元物という。条文では果実は物であると規定されているが、通説によると法定果実は有体物ではなくむしろ典型的には金銭債権である。

- 融通物と不融通物
法令等により私法上において取引の客体となることが認められているものを融通物、取引の客体となることが認められていないものを不融通物という[11][14]。

- 代替物と不代替物
一般の取引において種類・品質・数量のみが問題となり同種の他の物で代えることができるものを代替物、そうでないものを不代替物という[15][16]。

- 特定物と不特定物
特定の取引において当事者がその個性に着目しており他の物による給付が許されないものを特定物（土地・建物など）、そうでないものを不特定物（新車など）という[6][16]。代替物・不代替物との違いは、物の性質上の区別ではなく、当事者の意思を重視した区別であることである。

- 可分物と不可分物
性質上、著しい価値の低下を伴わずに分割しうるものを可分物（土地や金銭など）、そうでないものを不可分物（自動車など）という[15][17]。

- 消費物と非消費物
用法に従った使用が一回限りであるもの（酒など）あるいは主体の変更を生じてしまうもの（金銭など）を消費物、そうでないものを非消費物（土地・建物など）という[11][16]。

- 単一物・合成物・集合物
それぞれの構成部分が個性を失い単一の形態を構成している物を単一物、それぞれの構成部分に個性は認められるものの全体としては単一の形態をとるものを合成物、経済的にみて単一の物として扱われる物を集合物という[14]。

### 刑法上の物
刑法の移転罪の客体は「物」ではなく「財物」である。財物の項目を参照。
これに対し、「非移転罪」の客体は「物」であり、規定上「財物」とは区別されている。もっとも原則的な意味においては「財物」と異ならないものとして理解されているようである。